# NGC 3704
NGC 3704 é uma galáxia elíptica (E) localizada na direcção da constelação de Crater. Possui uma declinação de -11° 32' 45" e uma ascensão recta de 11 horas, 30 minutos e 04,6 segundos.
A galáxia NGC 3704 foi descoberta em 23 de Fevereiro de 1878 por Ernst Wilhelm Leberecht Tempel.